# Felicyta z Kartaginy

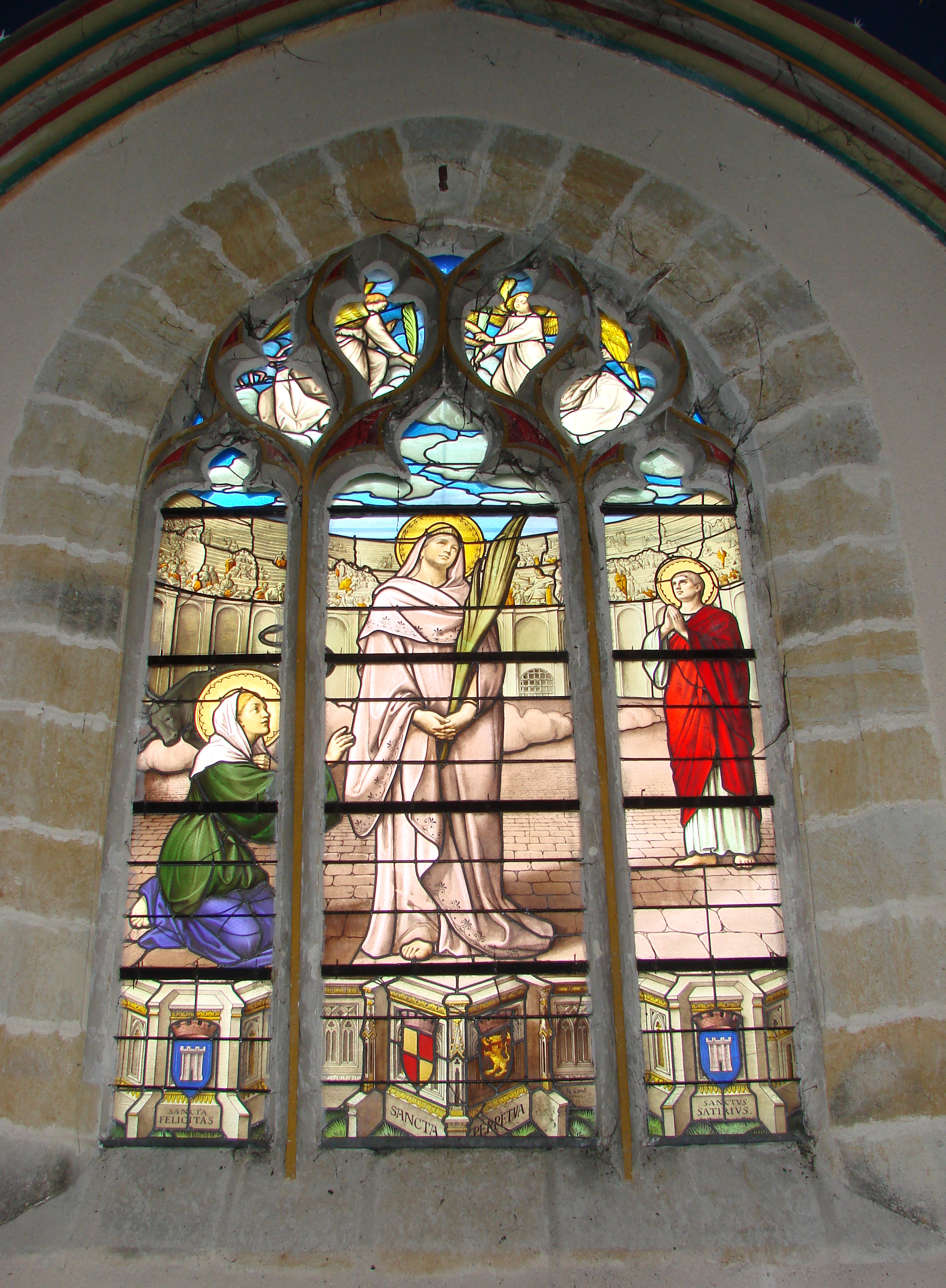
Męczeństwo św. Perpetui i towarzyszy
(św. Perpetua w środku, po lewej św. Felicyta); XIX-wieczny witraż z kościoła w Vierzon, Francja

Felicyta z Kartaginy (cs. мученица Филицитата; zm. 7 marca 202 lub 203 w Kartaginie) – męczennica wraz ze św. Perpetuą (znane jako Felicyta i Perpetua, męczennice kartagińskie) w czasach panowania Septymiusza Sewera, święta Kościoła katolickiego, anglikańskiego, ewangelickiego, prawosławnego i ormiańskiego.

## Życiorys
Informacje o św. Felicycie i jej towarzyszach pochodzą z zachowanych dokumentów: pamiętnika pisanego w więzieniu przez św. Perpetuę oraz relacji naocznego świadka późniejszych wydarzeń.
Felicyta była niewolnicą młodej chrześcijanki i matki św. Perpetui, która namówiła ją na porzucenie pogaństwa. Sama będąc przyszłą matką w ósmym miesiącu ciąży, została katechumenką. Dołączyli do niej inni niewolnicy: Rewokatus, Sekundulus i Saturninus oraz brat św. Perpetui Saturus. Felicyta, będąc w ciąży, zgodnie z ówczesnym prawem rzymskim nie mogła zostać stracona. Wkrótce urodziła córkę, którą zaadoptował jeden z chrześcijan, a więźniowie zostali skazani na pożarcie przez dzikie zwierzęta. Perpetua i Felicyta miały być zabite przez rozjuszoną krowę lub przez bawoły, lwy i tygrysy. W ostateczności zginęły na arenie od mieczy gladiatorów.

## Kult
Egzekucja odbyła się prawdopodobnie 7 marca i w tym dniu obchodzone jest (w Kościele katolickim, ewangelickim i anglikańskim) wspomnienie liturgiczne św. Felicyty i św. Perpetui. Obie święte zostały wpisane do kanonu Mszy świętej. Nad ich grobem została wybudowana bazylika.
Początkowo kult św. Felicyty był szeroko rozpowszechniony. Późniejsza legenda uczyniła z niej matkę siedmiu synów, a w 1969 roku (po Soborze watykańskim II) jej kult  ograniczono do kalendarza lokalnego.
Święta ta do dziś wymieniana jest w Modlitwie Eucharystycznej (Communicantes) Kanonu rzymskiego.

### Dzień obchodów
Kościoły wschodnie z uwagi na liturgię według kalendarza juliańskiego wspominają świętą:
- 1/14 lutego[a], tj. 14 lutego według kalendarza gregoriańskiego (Kościół prawosławny),
- 25 lutego/10 marca, tj. 10 marca, jeśli luty ma 28 dni (Kościół ormiański)[3].

### Ikonografia
W ikonografii św. Felicyta przedstawiana jest zazwyczaj wraz ze św. Perpetuą. Pomimo różnicy ich stanów obie kobiety mają podobny wygląd. Mają na sobie czerwone płaszcze, a w dłoniach męczeńskie krzyże. Sztuka zachodnia rozróżnia je wyraźnie. Perpetua przedstawiana jest w bogatym stroju patrycjuszki, z naszyjnikiem i welonem, Felicyta w skromnej sukni bez ozdób.